# كوله باحاج (الرضمة)

تعديل مصدري - تعديل

كوله باحاج هي إحدى قرى عزلة حارث الحيدرى بمديرية الرضمة التابعة لمحافظة إب، بلغ تعداد سكانها 1288 نسمة حسب تعداد اليمن لعام 2004.